# Savane uruguayenne
Localisation
La savane uruguayenne est une écorégion terrestre définie par le Fonds mondial pour la nature (WWF), qui appartient au biome des prairies, savanes et terres arbustives tropicales et subtropicales. Elle appartient à l'écozone néotropicale dans la phytodivision brésilienne.

## Géographie

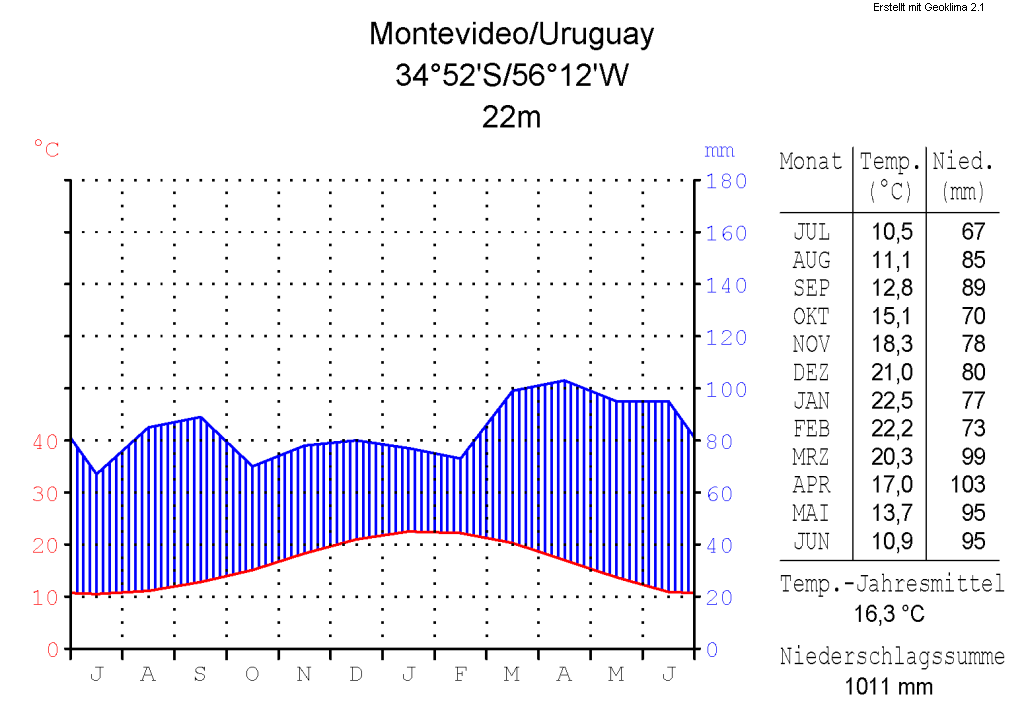
Climogramme de Montevideo.

Cette région naturelle du Cône sud couvre la quasi totalité de l'Uruguay, une partie de l’État de Rio Grande do Sul au Brésil et une petite partie de la province d'Entre Ríos en Argentine. Elle est bordée à l'ouest par la Mésopotamie argentine, le long du rio Uruguay, au nord par la forêt atlantique du Haut Paraná et la forêt ombrophile mixte d'Araucaria, à l'est par l'océan Atlantique, au sud par le Rio de la Plata. Au Brésil, elle est désignée comme Pampas. Elle est traversée par le Río Uruguay et ses affluents, Ibicuí, Negro, Tacuarembó, Yí et Queguay. La côte comprend des lagunes comme la Lagoa dos Patos au Brésil. L'altitude va du niveau de la mer jusqu'à 500 m. Les précipitations moyennes vont de 1 000 mm au sud à 1 300 au nord.
La région est en partie urbanisée avec Montevideo, capitale et principale ville de l'Uruguay, et Porto Alegre au Brésil.

## Aires protégées
Le gouvernement  uruguayen a délimité 36 aires protégées dont l'état de conservation est généralement médiocre, 15 d'entre elles sont même fortement dégradées. Le parc national Franklin Delano Roosevelt à Montevideo a été planté d'eucalyptus qui y sont devenus la végétation dominante.

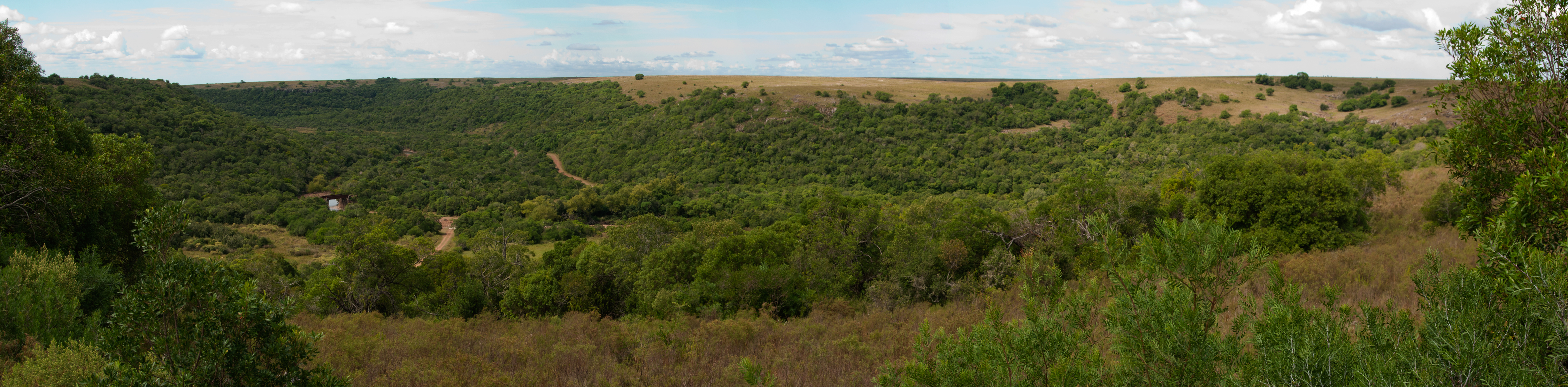
Parc de Valle Edén, département de Tacuarembó (Uruguay) en avril 2011.

## Flore
La flore de l'Uruguay (en) comprend 2 500 espèces dont 400 herbacées : Andropogon lateralis abondante sur les sols sableux, Blechnum, Pteris, Adiantum, Dicksonia, Anemia (en), Dryopteris, Asplenium, Pteridium. Les prairies couvrent la plus grande partie de la région où 80% du sol est exploité en pâturages pour l'élevage bovin. L'extension du pâturage a réduit les forêts et palmeraies : il ne reste que des bouquets d'arbres dont le Saule de Humboldt, Ruprechtia salicifolia (en) (nom local : viraró), les palmiers Copernicia australis et Acrocomia totati et des espèces importées comme l'eucalyptus. Le parc national El Palmar en Argentine, site Ramsar depuis 2011, est un sanctuaire du palmier yatay qui est presque endémique à l'écorégion. 

Flore de la savane uruguayenne
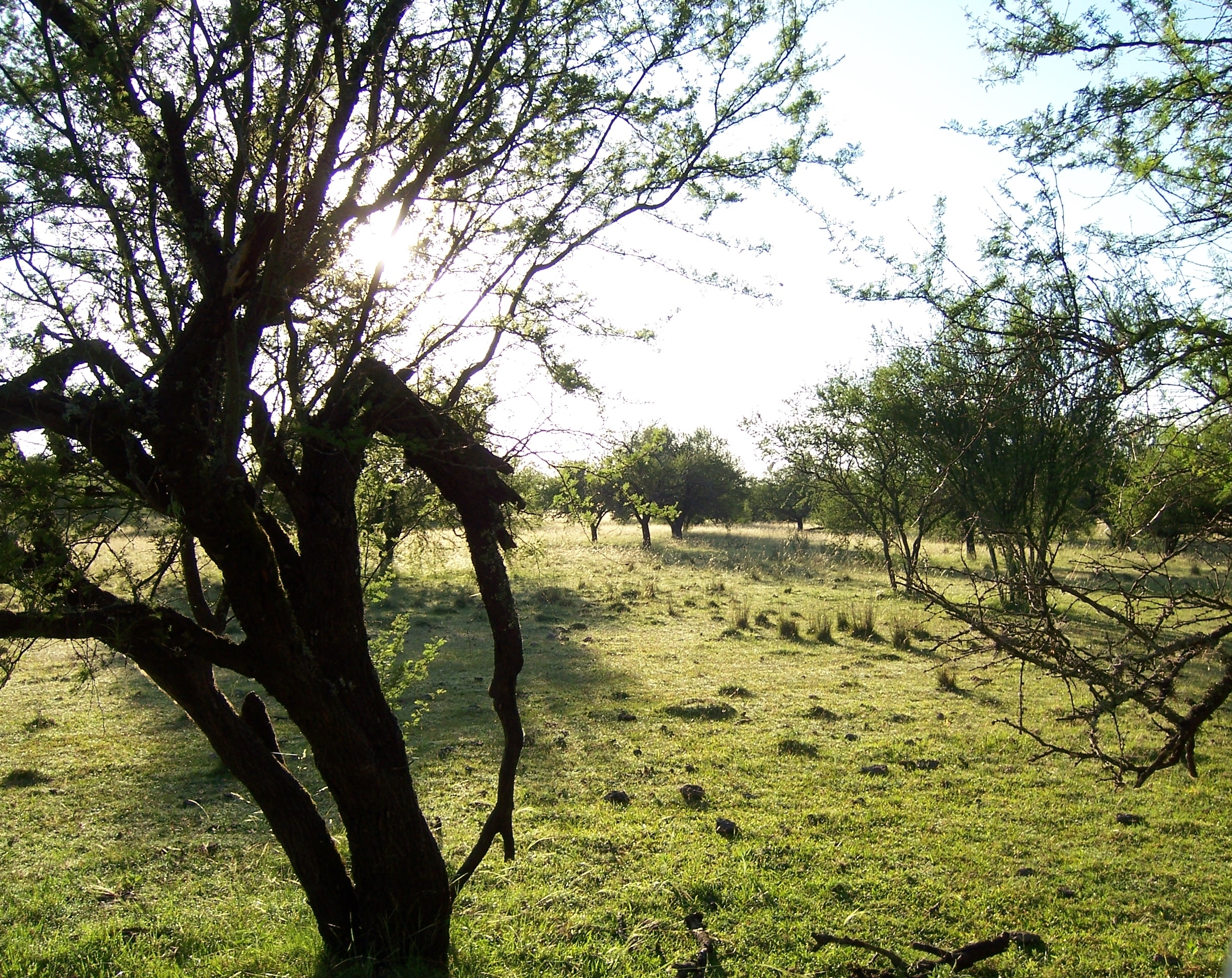
Bosquet d'espinillos près du Río Queguay en août 2008.
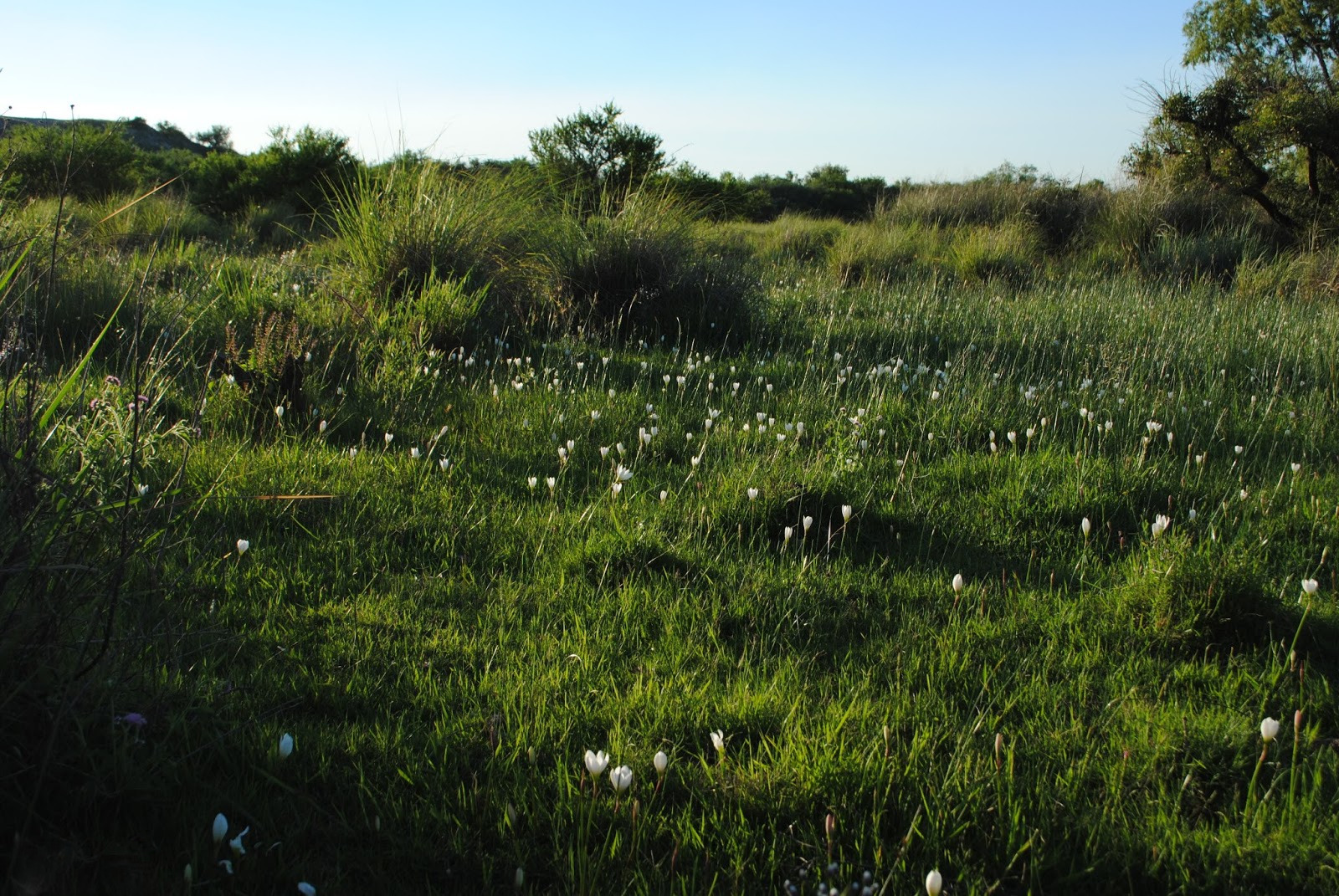
Zephyranthes candida dans le département de Soriano (Uruguay) en septembre 2013.
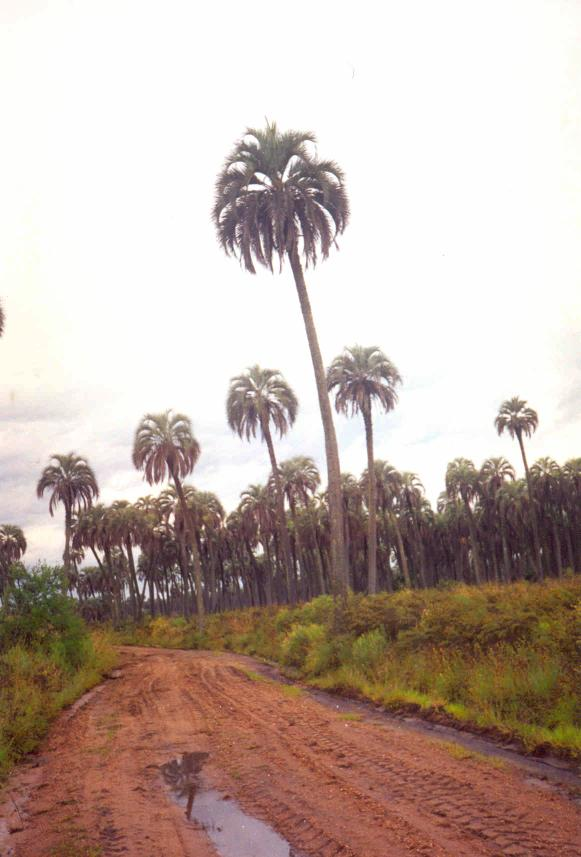
Butia yatay au parc national El Palmar (province d'Entre Ríos) en avril 2003.
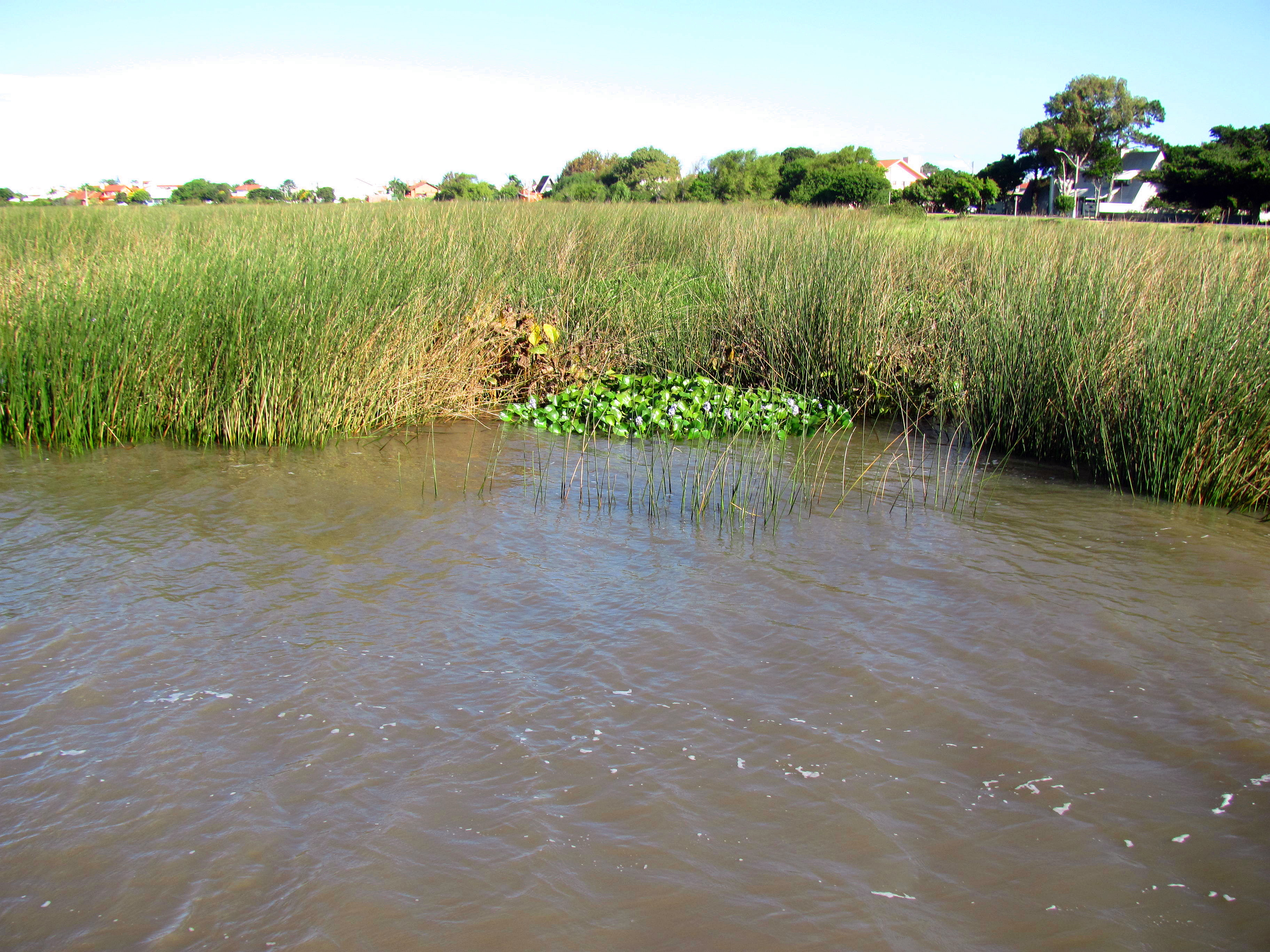
Plantes aquatiques de la Lagoa dos Patos en avril 2014.

## Faune
Cette région abrite 72 espèces de mammifères dont 4 espèces marsupiaux, 17 espèces de chauve-souris, 17 espèces de carnivores, 2 espèces d'artiodactyles dont le cerf des pampas, 20 espèces de rongeurs dont le gros capybara et 5 autres placentaires. Le capybara ou cabiaï, appelé carpincho ou capincho en Uruguay, est un gros rongeur semi-aquatique qui vit sur les rives du Rio Uruguay et du Rio Negro jusqu'à la côte atlantique ; il n'est pas considéré comme menacé et sa chasse est autorisée.
80 espèces d'oiseaux y habitent dont le nandou d'Amérique, les très vulnérables pipit ocré, carouge safran et le menacé commandeur huppé. L'ara glauque, qui se nourrissait des noix du palmier yatay, est considéré comme en danger critique d'extinction : le dernier spécimen connu est mort au zoo de Buenos Aires en 1938 et une recherche conduite en 1992 dans ses anciens habitats n'en a trouvé aucune trace.
L'activité humaine et l'introduction d'espèces invasives ont causé la disparition d'espèces sauvages dont le pécari à collier, le fourmilier géant, le tamandua, le jaguar et le jaguarondi. Le margay subsiste dans les enclaves boisées et forêts-galeries du nord-ouest de l'Uruguay.

Faune de la savane uruguayenne
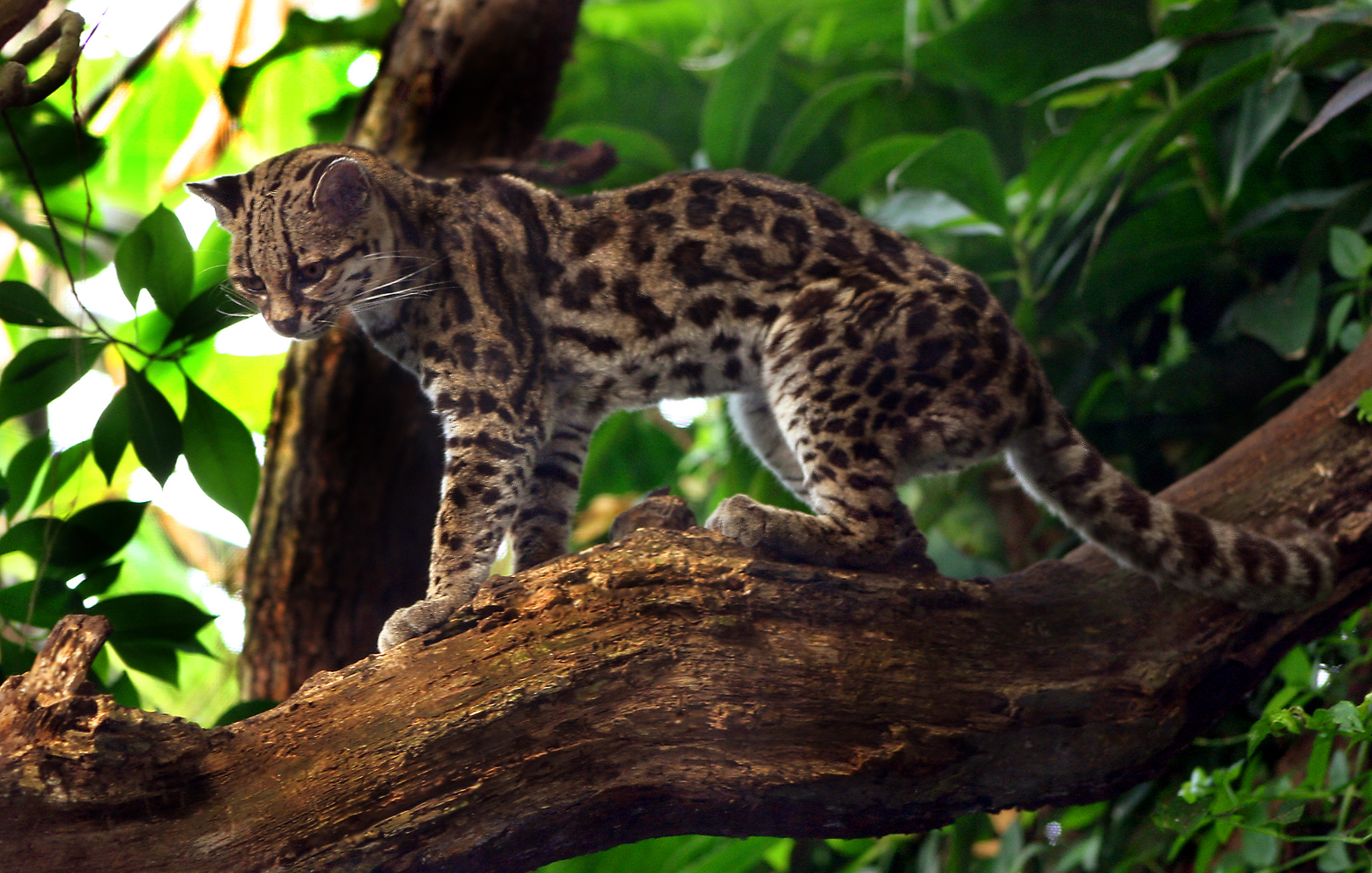
Margay, lieu inconnu, en octobre 2006.
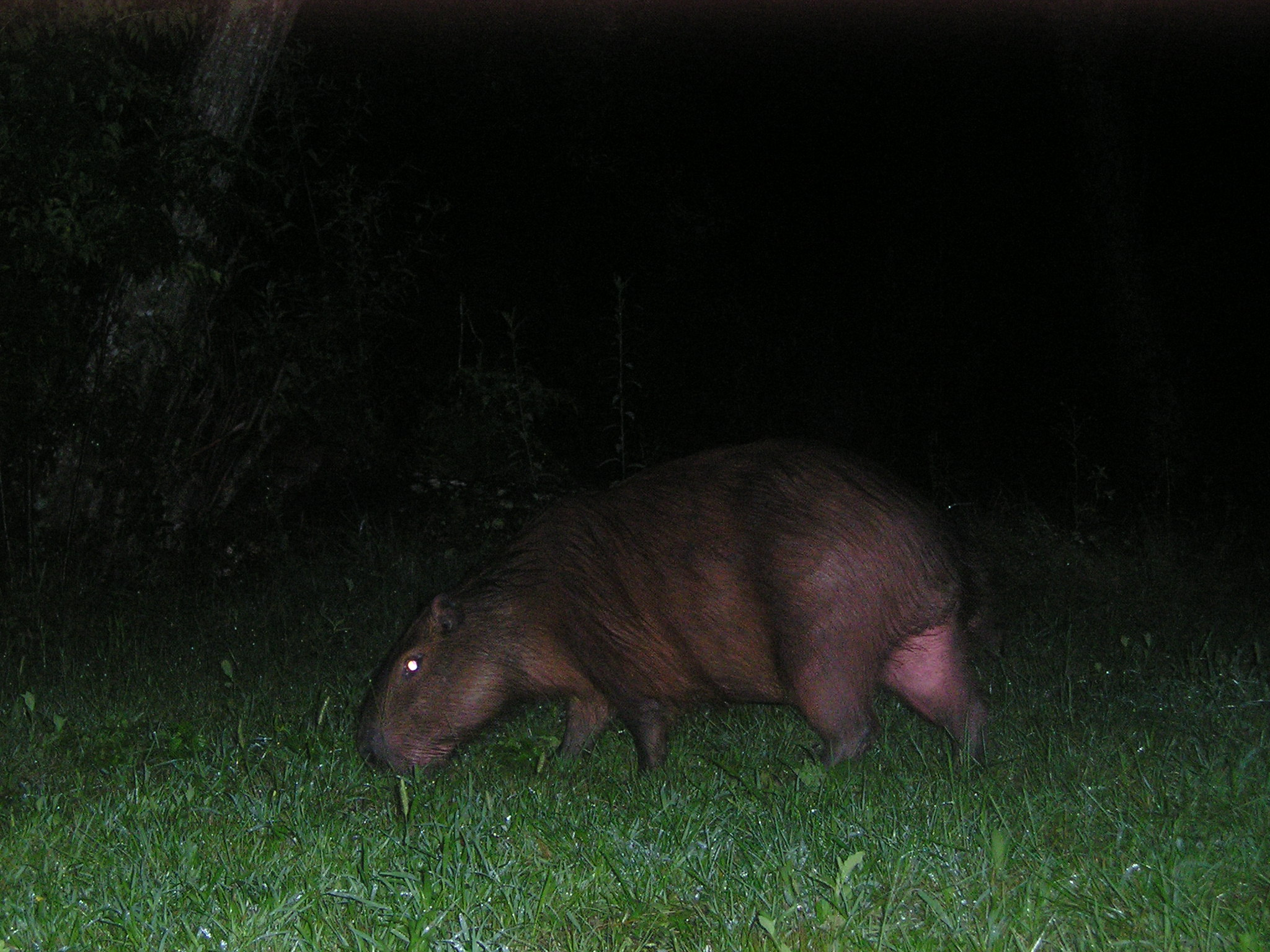
Capybara au parc national El Palmar en janvier 2006.
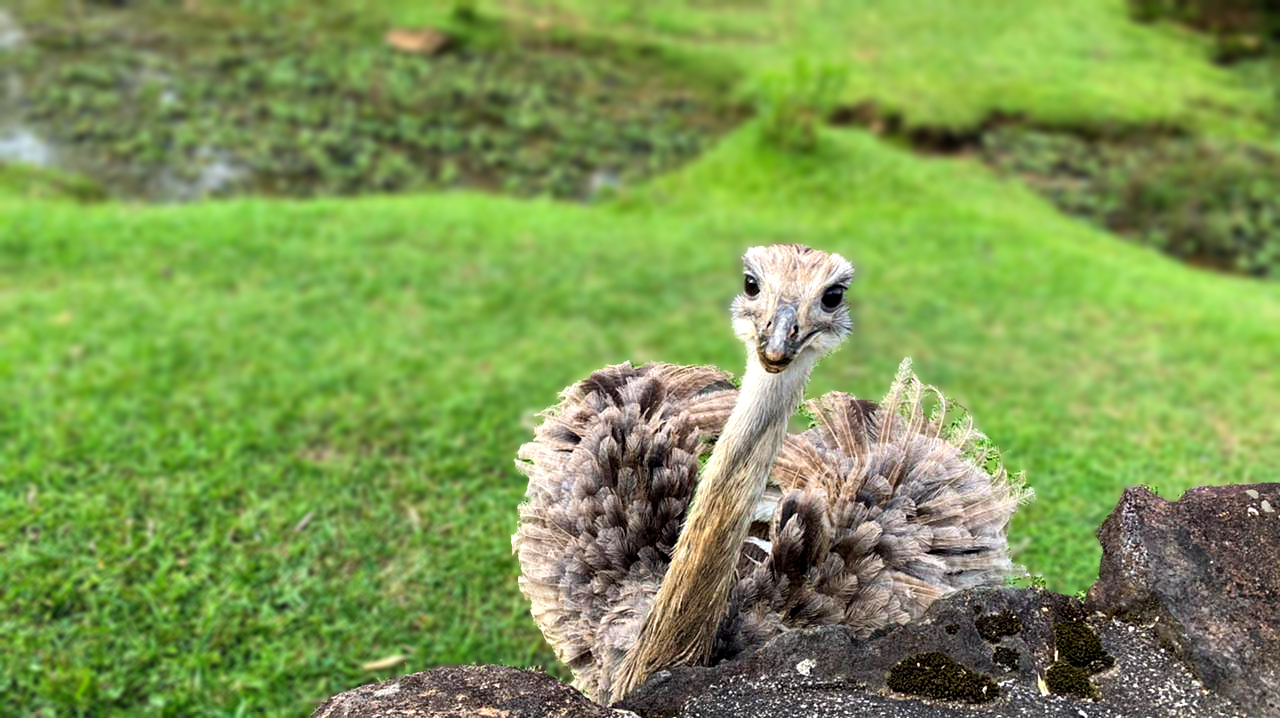
Nandou d'Amérique au parc Victor Schneider à Gramado, Rio Grande do Sul, en novembre 2020.
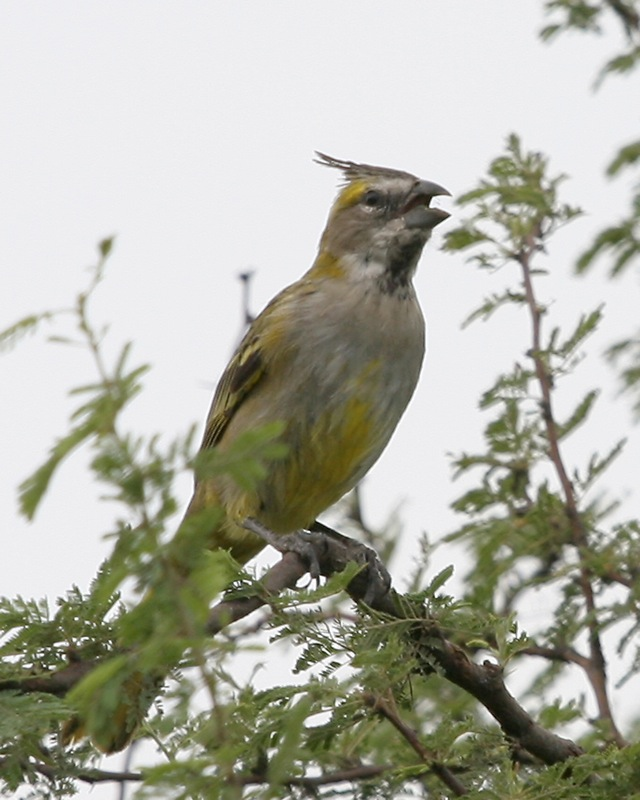
Commandeur huppé en Argentine en avril 2006.